# Tognina Gonsalvus
 (avril 2021).
Tognina (ou Antonietta ou Antonia ?) Gonsalvus, ou encore Conzalves ou Conzales ou Gonzalez (née vers 1588 en France) est une femme présentant ce qu'on nommera plus tard une hypertrichose. Née à la cour de France, elle a ensuite vécu auprès de Donna Isabella Pallavicina, marquise de Soragna. On considère que sa famille représente le cas d'hypertrichose (maladie congénitale) le plus ancien à avoir été décrit de façon certaine chez l'être humain en Europe.

## Vie et famille

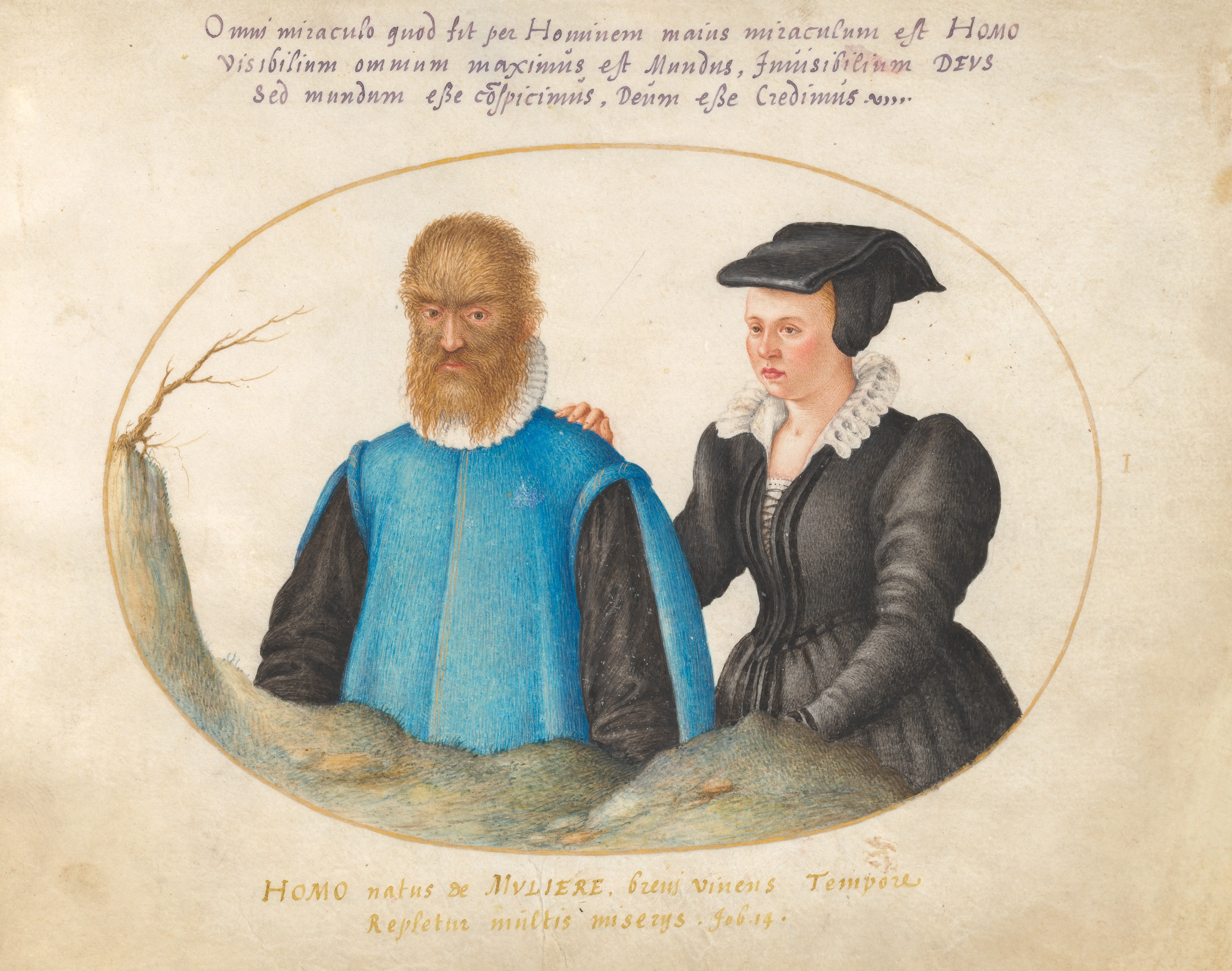
Plate 1: Pedro González (Petrus Gonsalvus) and His Wife, Catherine, par Joris Hoefnagel, c. 1575/1580. Planche conservée à la National Gallery of Art à Washington.

Les parents de Tognina sont Petrus Gonsalvus, lui aussi atteint d'hypertrichose, et son épouse Catherine Raffelin ; ils étaient mariés et ont eu sept enfants dont plusieurs présentant la même maladie que leur père,.
Antonia a été représentée dans différents tableaux et dessins imprimés en tant que petite fille et en tant que jeune femme ; on la connaît jusqu'à aujourd'hui sous le nom de Tognina. Elle grandit à Fontainebleau[réf. nécessaire] où elle faisait partie de la cour du roi Henri II. On la mentionne surtout dans des rapports sur sa famille.
Petrus Gonsalvus, le père de Tognina, était né vers 1537 à Tenerife. Il vint enfant à la cour d'Henri II où on le considérait d'abord comme un singe familier avant de s'intéresser à lui de plus en plus. On procura à Petrus, qui parlait sans doute le latin, une femme qui n'avait aucune pilosité anormale. Le couple eut plusieurs enfants dont certains, par exemple Antonia, avaient hérité la nature de leur père. Henri II mit à la disposition de la famille une partie du parc de Fontainebleau dans l'intention de lui offrir environnement naturel et protection. Ces « hommes-singes » participaient régulièrement aux manifestations sociales, habillés de vêtements de cour, la petite Tognina était toujours affublée comme une poupée. Il est possible que vers 1580/90 la famille Gonsalvus ait voyagé en Italie ; on mentionne son séjour à la cour de Marguerite de Parme.

## Célébrité posthume

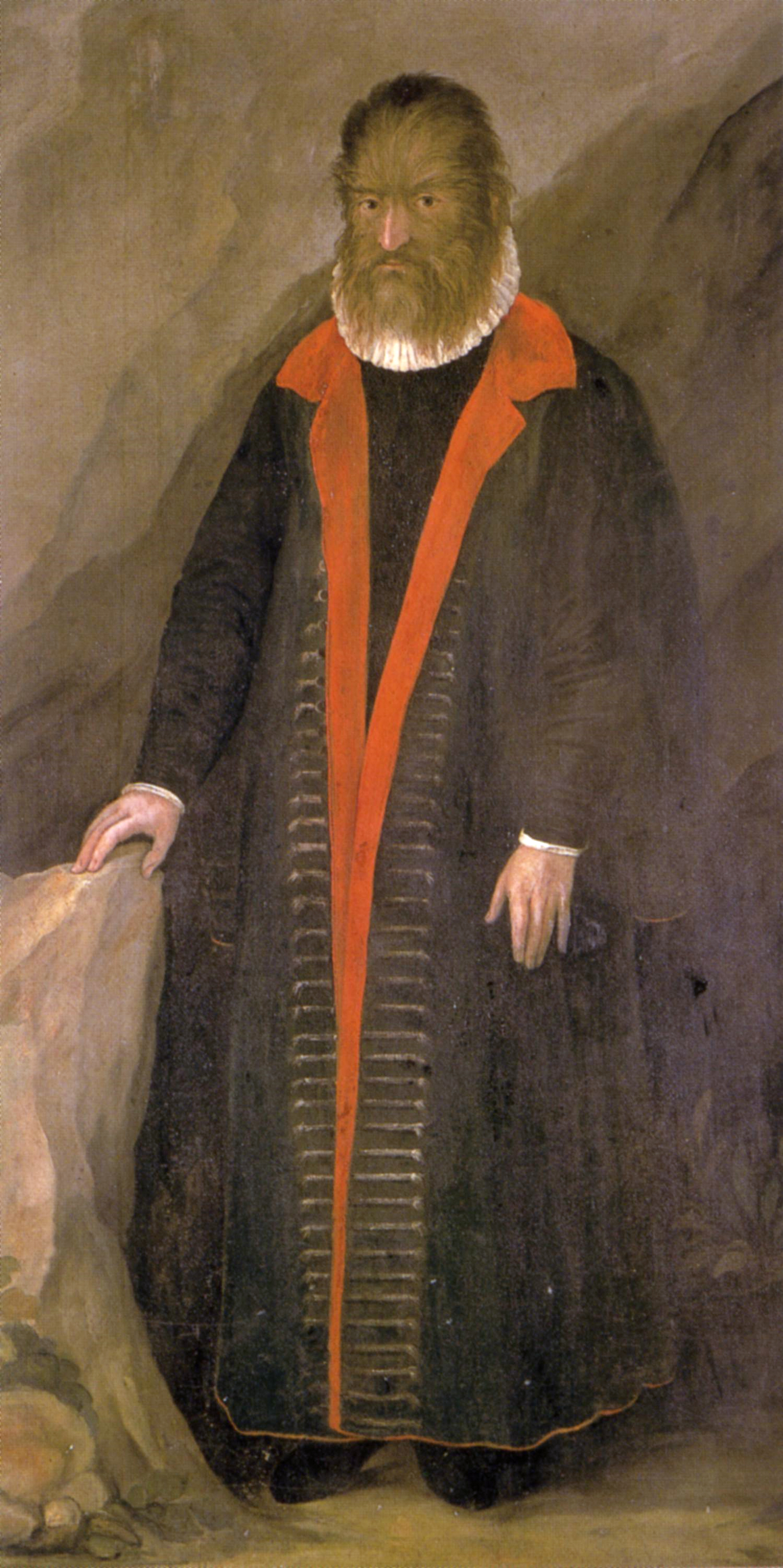
Portrait de Petrus Gonsalvus, père de Tognina.

Très rapidement la pilosité excessive d'une partie de la famille a suscité l'intérêt des savants. Ulisse Aldrovandi (1522-1605), médecin italien et naturaliste, nous parle en détail de la famille dans sa Monstrorum Historia depuis l'année 1542 (?) où il mentionne qu'elle a résidé à Ambras dans le Tyrol. Dans le château de cet endroit l'archiduc Ferdinand II du Tyrol et l'empereur Rodolphe II avaient aménagé pour une gigantesque collection d'œuvres d'art et de curiosa un cabinet de curiosités qui abrite aussi un tableau de la famille Gonsalvus, œuvre du peintre de cour de Rudolf II, le miniaturiste anversois Joris Hoefnagel. Ce dernier en outre a inscrit la famille comme une espèce animale particulière dans un livre d'esquisses sur les Animalia Rationalia et Insecta.
En 1596 le peintre italien Agostino Carracci (1557-1602) plaça sur un tableau Arrigo, le poilu, à côté de Pietro, le fou, et d'Amon, le nain. Lavinia Fontana fit au moins deux représentations de la petite Tognina, dont le Portrait d'Antonietta Gonsalvus conservé au musée des Beaux-Arts de Blois. Couvert de poils, Horatio Gonzales vivait à Rome et eut son portrait fait par le graveur sur cuivre Stefano della Bella (1610-1664).